# Christa Klaß
Christa Klaß est une femme politique allemande née le 7 novembre 1951 à Osann-Monzel. Elle est membre de l'Union chrétienne-démocrate d'Allemagne et députée européenne de 1994 à 2014.

## Biographie
Elle est élue députée européenne la première fois lors des élections européennes de 1994. Elle est réélue en 1999, 2004 et 2009. Au Parlement européen, elle siège au sein du groupe du Parti populaire européen.
Elle est chevalier de l'ordre du Mérite de la République fédérale d'Allemagne.